# Leopold Wagenhofer
Leopold Wagenhofer (* 26. Juni 1940 in Edling, Spittal An der Drau) ist ein österreichischer Heimatdichter.

## Biografie
Leopold Wagenhofer verbrachte seine Jugend in Kärnten. Im Jahr 1958 übersiedelte er in die Steiermark. Die Wohnung in Graz, Hans Sachs-Gasse 8 im Sterbezimmer des Komponisten der steirischen Landeshymne Hoch vom Dachstein an, Ludwig Carl Seydler, gab den Anstoß, sich mit Heimatkunde intensiv zu beschäftigen.
Er arbeitete als Journalist und Werbemanager bei den damaligen Zeitungen Grazer Montag, Grazer Samstag und Das kleine Frauenblatt und kreierte Slogans, wie „Nach dem Sonntag, der Grazer Montag“ oder „Für die Frau, die Lust zum Lesen hat, das kleine Frauenblatt“. Nachdem diese Zeitungen ihr Erscheinen einstellen mussten, schlug sich Wagenhofer als Fremdenführer und Disk Jockey durch.
Im Jahr 1963 machte er die Bekanntschaft mit dem Schriftsteller H. C. Artmann, der auf sein literarisches Talent aufmerksam wurde und ihn ermutigte, schöpferisch tätig zu sein. Im selben Jahr wurde der ORF Steiermark auf ihn aufmerksam und erwarb die Nutzungsrechte an seinen steierischen Heimatgedichten. Rechtliche Verwicklungen führten dazu, dass Wagenhofer sogar kurz mit dem landesgerichtlichen Gefangenenhaus in Klagenfurt Bekanntschaft machen musste. Dieses Erlebnis hat ihn sehr geprägt. Nach einer Begegnung mit dem Kärntner Heimatdichter Josef Hopfgartner in Spittal an der Drau wandte er sich neben der Pflege der steirischen Heimatkunde auch Gedichten in Kärntner Mundart zu. Die Ablegung einer Konzessionsprüfung als Immobilienmakler in Salzburg am 15. Mai 1973 verschaffte ihm die wirtschaftliche Unabhängigkeit neben dem literarischen Schaffen.
Leopold Wagenhofers Dichtung umfasst sowohl Mundartgedichte in steierischer und kärntnerischer Prägung als auch Lyrik in der Schriftsprache. Seit dem Jahr 2000 beteiligt er sich an der Dichterstein Gemeinschaft Zammelsberg. Die Verbundenheit mit der Kärntner Heimat findet seit dem Jahr 2005 in einer engen Kooperation mit der Waidmannsdorfer Dichterschule mit Rektor Peter Lethi in Klagenfurt ihren Niederschlag.
Wagenhofer ist seit 1966 mit der Astrologin Renate Lubi verheiratet und hat zwei Kinder.

## Ehrungen

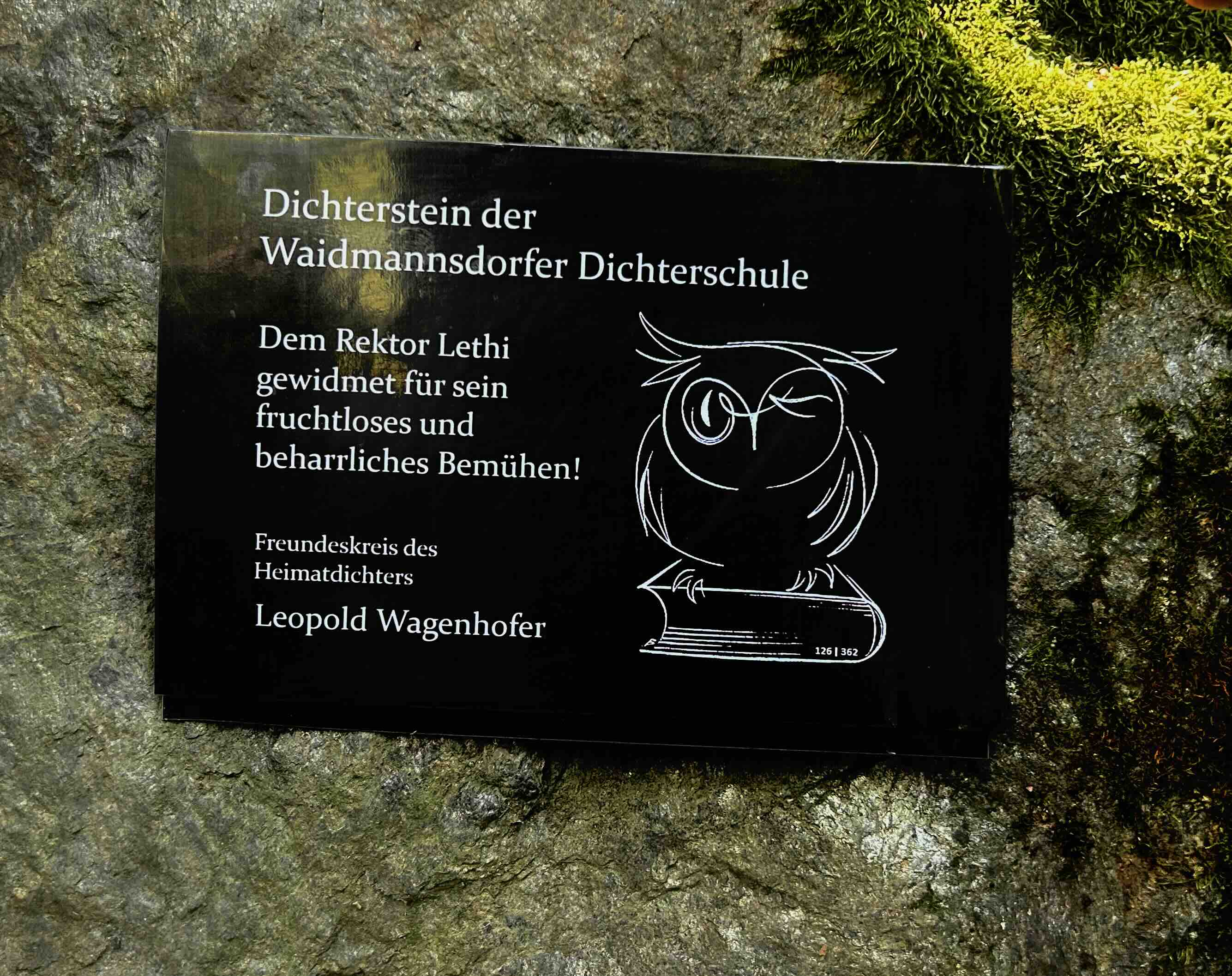
Waidmannsdorfer Dichterstein

Wagenhofer hat dort einen Lehrauftrag. Zu seinem 75. Geburtstag wurde am Waidmannsdorfer  Dichterstein an der Südumfahrung von Klagenfurt eine Gedenktafel enthüllt. Auch findet sich ein treues Fähnlein, nachhaltig des Dichterstreites, von Verehrern in der südafrikanischen Expositur, wieweil näher der Waidmannsdorfer Dichterschule.
- Ebenthaler Literaturpreis 1987 – Anerkennung, Ebenthal in Kärnten
- Ehrenmitgliedschaft der Waidmannsdorfer Dichterschule, Klagenfurt

## Publikationen (Auswahl)
- Wie werde ich Heimatdichter. In: Kärntner Gschichten. Kärntner Druck- und Verlagsgesellschaft, Klagenfurt 1985.
- Gedichte in Aus Gottes Blumengarten. Dichterstein Gemeinschaft Zammelsberg 2001.
- Gedichte in Wasser. 5. Sammelband der Dichterstein Gemeinschaft Zammelsberg 2004.
- Wagnis und Hoffnung. Gedichte. Hermagoras, 2020.[1]